# Sint-Annakerk (Neuenkirchen)
De Sint-Annakerk is de rooms-katholieke parochiekerk van Neuenkirchen (Noordrijn-Westfalen).

## Bouw en geschiedenis
Aan de huidige kerk gingen minstens twee voorgangers vooraf, waarvan de oudste in het jaar 1247 werd gebouwd. De Annakerk is een basiliek met dwarsschip, twee torens aan de noordzijde en een achthoekige vieringtoren. 
Het monumentale kerkgebouw werd in de jaren 1896 tot 1899 naar het ontwerp van de architect Wilhelm Rincklake uit Münster gebouwd en op 27 september 1899 door bisschop Hermann Dingelstad ingewijd. Bij de bouw oriënteerde de architect zich op de vroeg-romaanse kerkenbouw in het Rijnland. Beide torens van de kerk vertonen treffende overeenkomsten met de Maria Hemelvaartkerk in Andernach. Het koor en dwarsschip vallen te vergelijken met de abdijkerk van Maria Laach.

## Orgel
Het orgel werd in 1957 door de orgelbouwfirma Romanus Seifert en Zoon uit Kevelaar gebouwd. Hierbij werden de registers van het oude orgel van Friedrich Fleiter (Munster) uit 1911 grotendeels weer hergebruikt. In 1998 werd het orgel gerenoveerd waarbij het met een vierde manuaal werd uitgebreid. Het instrument bezit 57 registers verdeeld over vier manualen en pedaal.